# Cleveland (Oklahoma)
Cleveland é uma cidade localizada no estado norte-americano de Oklahoma, no Condado de Pawnee.

## Demografia
Segundo o censo norte-americano de 2000, a sua população era de 3282 habitantes.
Em 2006, foi estimada uma população de 3238, um decréscimo de 44 (-1.3%).

## Geografia
De acordo com o United States Census Bureau tem uma área de
6,7 km², dos quais 6,7 km² cobertos por terra e 0,0 km² cobertos por água.

## Localidades na vizinhança
O diagrama seguinte representa as localidades num raio de 16 km ao redor de Cleveland.